# جون برنارد ديلاني
جون برنارد ديلاني (بالإنجليزية: John Bernard Delany)‏ هو قسيس أمريكي، ولد في 9 أغسطس 1864 في لوويل في الولايات المتحدة، وتوفي في 11 يونيو 1906.